# Pegasus (Rakete)
Die US-amerikanische Trägerrakete Pegasus wurde von der Orbital Sciences Corporation, heute Northrop Grumman Innovation Systems, entwickelt und kann eine Nutzlast von ca. 450 kg in den niedrigen Erdorbit mit dem Air-launch-to-orbit (ATOL) Konzept bringen.
Der Start erfolgt von einem Flugzeug aus. Anfangs wurde dafür eine Boeing B-52 verwendet; seit 1995 erfolgen alle Starts mit der Lockheed L-1011 TriStar „Stargazer“, der mittlerweile letzten noch im Einsatz stehenden L-1011. Beim Start ist die Rakete horizontal ausgerichtet und fällt fünf Sekunden lang vom Flugzeug, bevor die erste Raketenstufe zündet. Die Rakete besteht aus drei Stufen, die alle mit festem Treibstoff betrieben werden. Optional kann eine weitere mit Hydrazin betriebene Stufe hinzugefügt werden.
Der erste Start erfolgte am 5. April 1990. Eine etwas stärkere Version, die erstmals am 27. Juni 1994 gestartet wurde, wird Pegasus XL genannt. Bis 2022 gab es 45 Pegasus-Starts, 39 davon waren erfolgreich.

## Technik

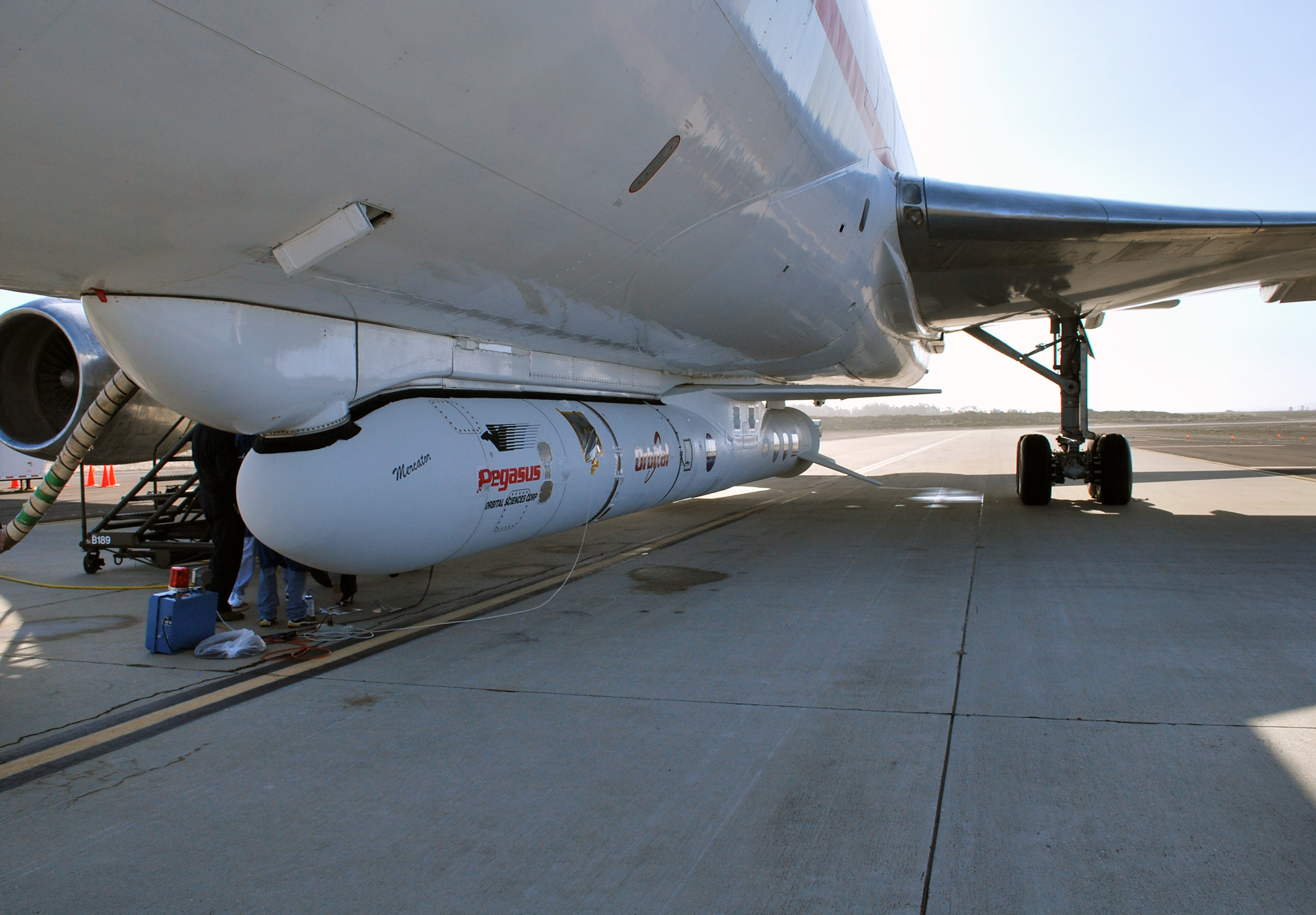
Pegasus-XL-Trägerrakete vor dem Start

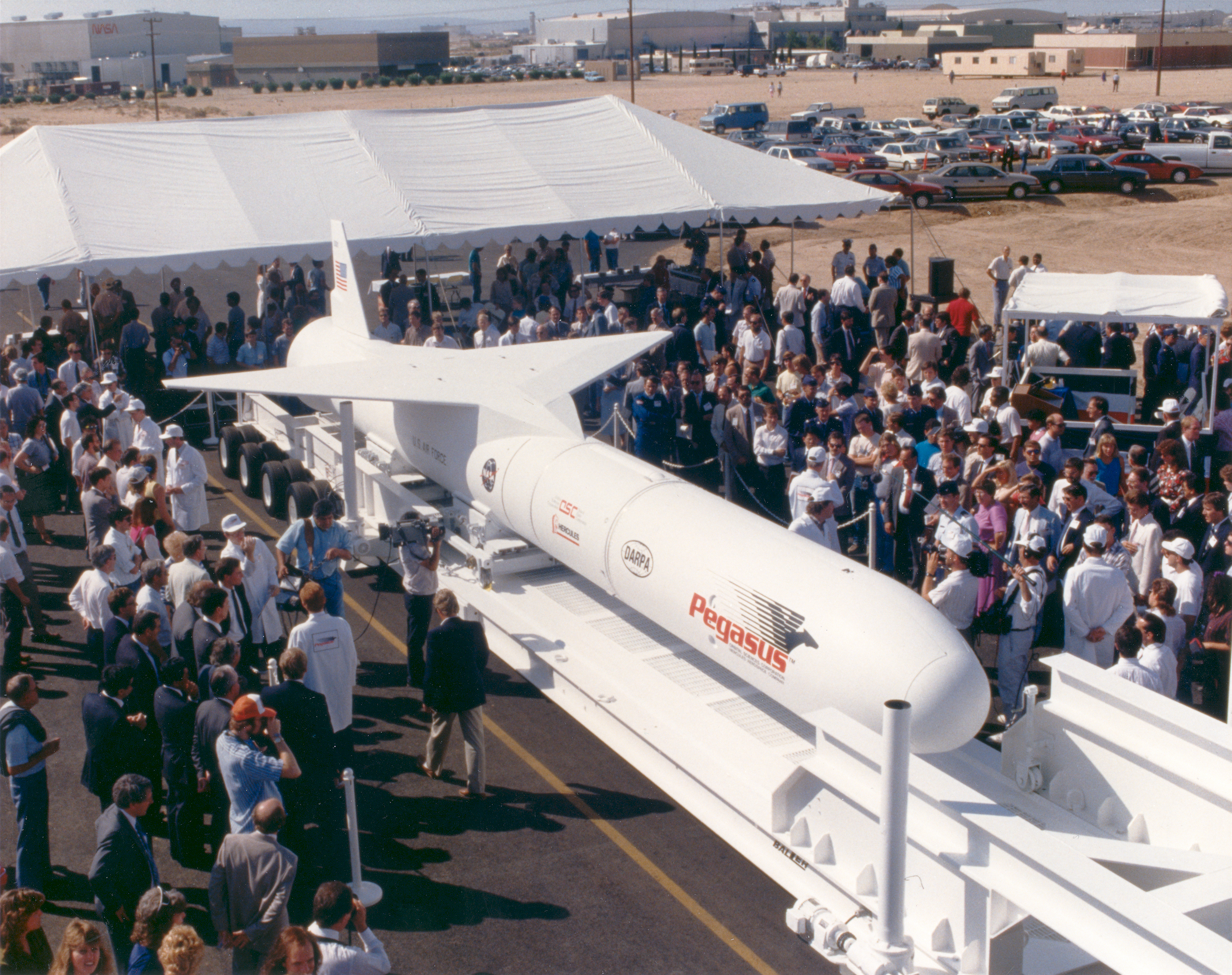
Pegasus-Rakete am Boden

Die drei Orion-Feststoffmotoren der Pegasus wurden von Hercules Aerospace (später Alliant Techsystems, heute Northrop Grumman) speziell für diese Anwendung entwickelt. Zusätzlich wurden Tragflächen (von Scaled Composites), Leitwerk und Nutzlastverkleidung neu konstruiert.
- Masse: 18.500 kg (Pegasus), 23.130 kg (Pegasus XL)
- Länge: 16,9 m (Pegasus), 17,6 m (Pegasus XL)
- Durchmesser: 1,27 m
- Spannweite: 6,7 m
- Nutzlast: 443 kg (1,18 m Durchmesser, 2,13 m Länge)
- Treibstoff: QDL-1 (APCP auf Basis von HTPB und Aluminium)[1]

## Weiterentwicklungen und Modifikationen
Auf Basis der Pegasus wurden weitere Raketen entwickelt:
- Die HXLV-Rakete ist eine einstufige Variante der Pegasus, die verwendet wurde, um im Rahmen des Hyper-X-Programms den X-43A-Hyperschallflugkörper zu starten. Die Rakete wurde mit speziellen Steuerflächen und Stabilisatoren nachgerüstet.
- Die Taurus-Lite war ein Prototyp für die Entwicklung einer Trägerrakete für die Raketenabwehr. Es handelte sich dabei de facto um eine bodengestartete Pegasus-XL-Rakete ohne Tragflächen.
- Die OBV-Rakete ist die einsatzreife Trägerrakete für die Raketenabwehr. Sie entspricht einer silogestarteten Version der Taurus-Lite mit geänderter Nutzlastverkleidung.

Weitere Raketenmodelle, die Komponenten der Pegasus-Rakete mit anderen Raketenstufen kombinieren, sind:
- Die Taurus-Rakete, die eine flügellose Pegasus mit einer Erststufe der Peacekeeper-Interkontinentalrakete verbindet.
- Die Minotaur-1-Rakete, die die zweite und dritte Stufe der Pegasus mit der Erst- und Zweitstufe der Minuteman-II-Interkontinentalrakete kombiniert.

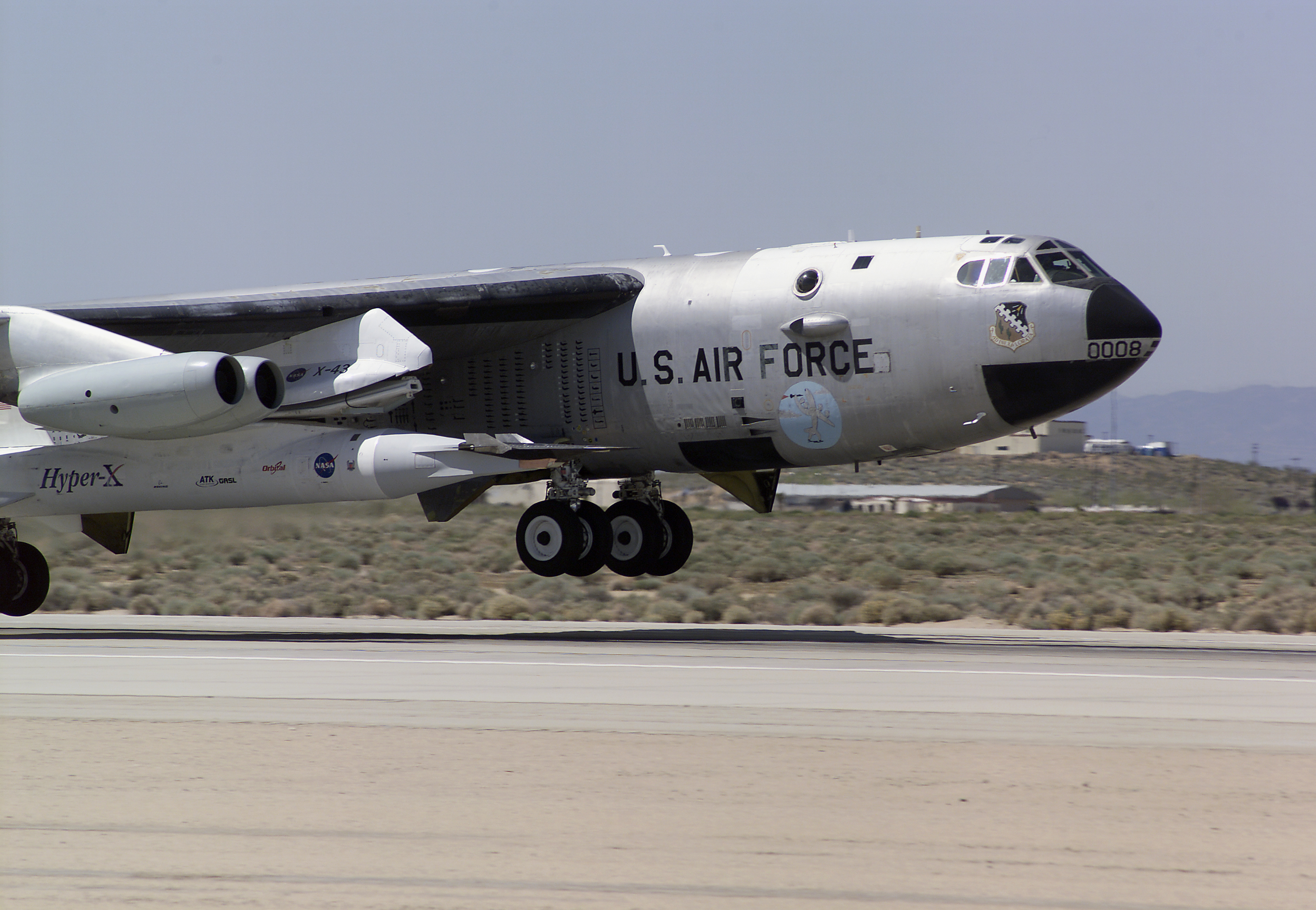
HXLV
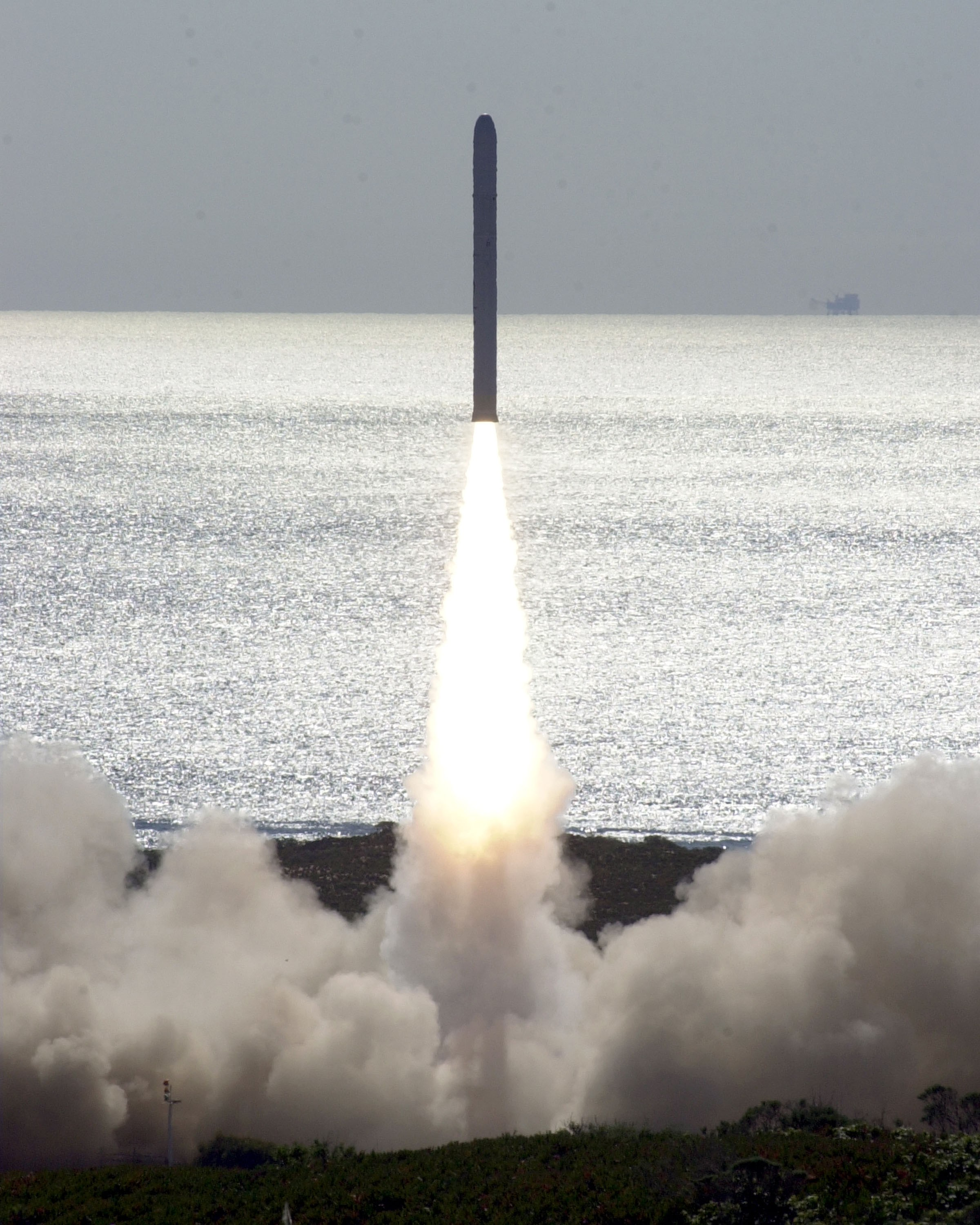
Taurus-Lite
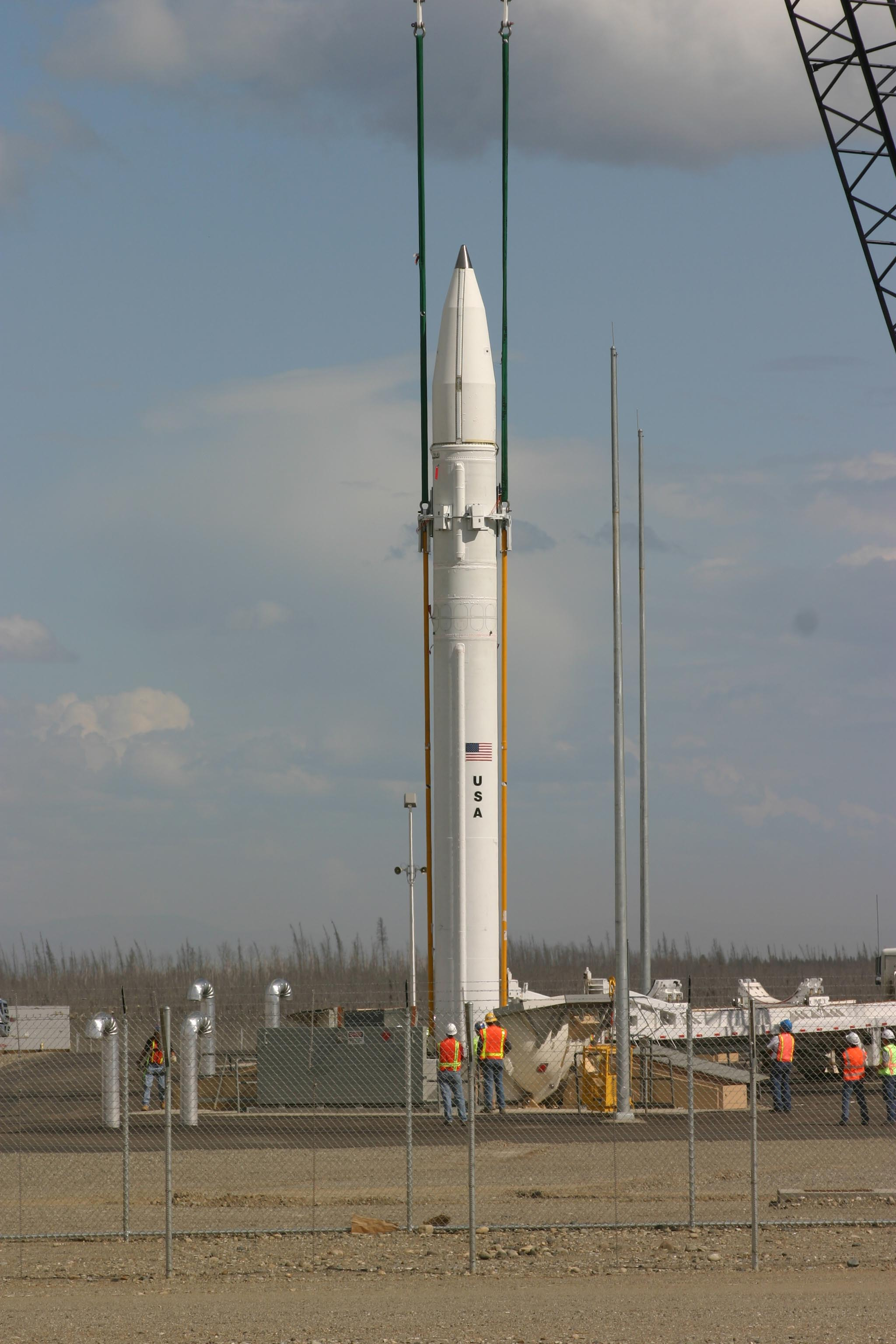
OBV
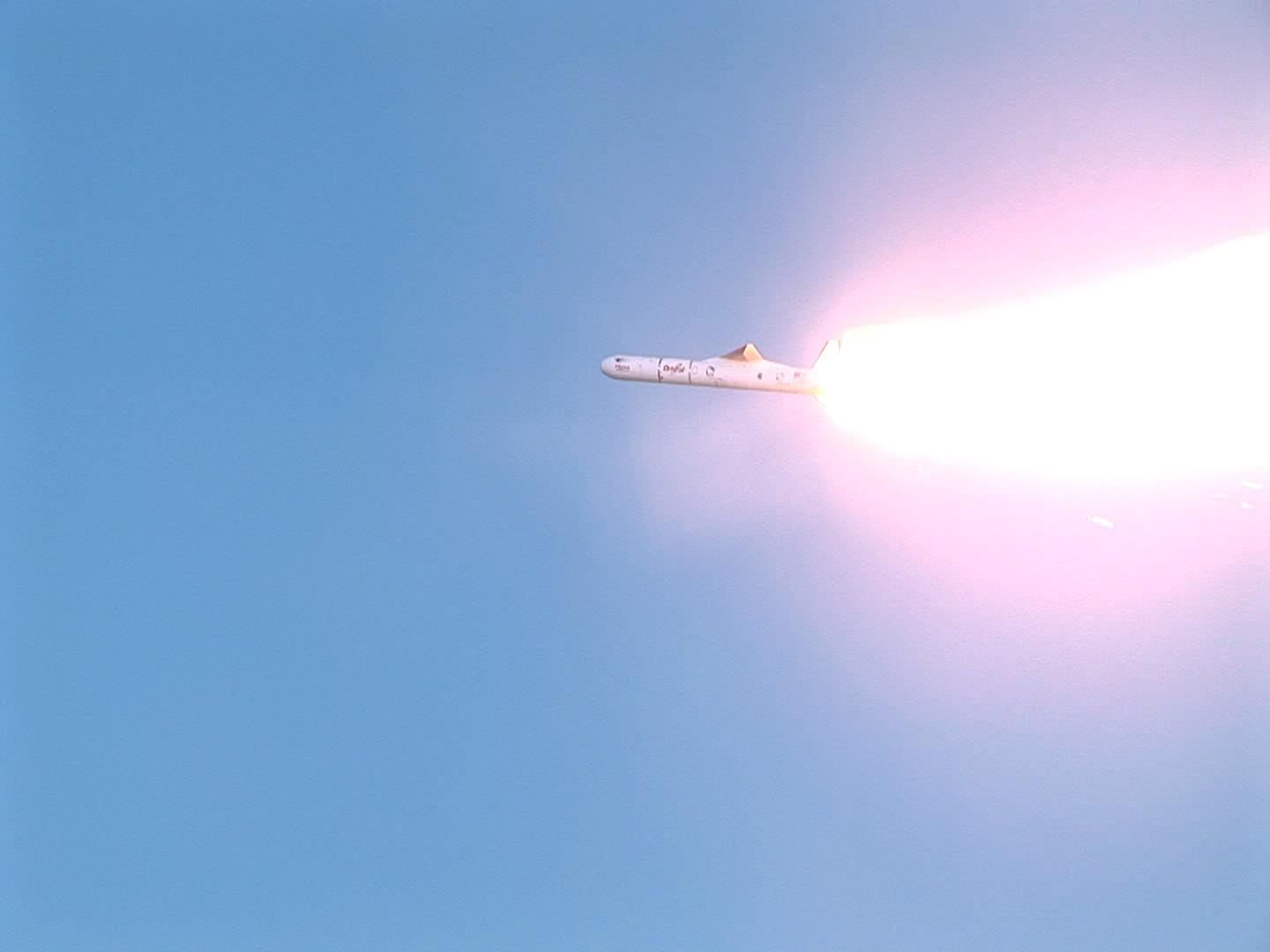
Pegasus nach dem Zünden der Triebwerke